# Les Anglais (Haïti)
Pour les articles homonymes, voir Anglais (homonymie).
Les Anglais est une commune d'Haïti située dans le département du Sud et l'arrondissement des Chardonnières.

## Géographie
La ville des Anglais est située sur la côte sud-ouest de la péninsule de Tiburon, juste en face de l'île de la Jamaïque.
Le village des Anglais comptait en 1982 une population de 6 005 habitants. L'activité économique de la localité est centrée sur la culture des fruits, du café et du tabac.

## Démographie
La commune est peuplée de 27 182 habitants(recensement par estimation de 2009).

## Histoire
La ville des Anglais a été fondée par des colons britanniques en 1774.
Les noms de certaines banlieues de la ville témoignent du passage des Anglais dans la baie qui servait de relais avec les ports jamaïcains. La lutte permanente contre les Français et les Espagnols pour le contrôle de la région avait poussé les Anglais à établir ce comptoir sur la Côte Sud-Ouest de l'île d'Haïti. La baie est définitivement passée sous le contrôle des Français avec l'arrivée d'André Rigaud qui avait accompagné la dernière expédition française dirigée par le général Leclerc. Les Anglais est la seule ville du Sud qui était fidèle à Toussaint Louverture lorsqu'il est passé dans le camp anglais après avoir démasqué le double jeu des Français qui voulaient à tout prix rétablir l'esclavage sur l'île au mépris du décret abolissant l'esclavage sur toute l'étendue du territoire.

## Administration

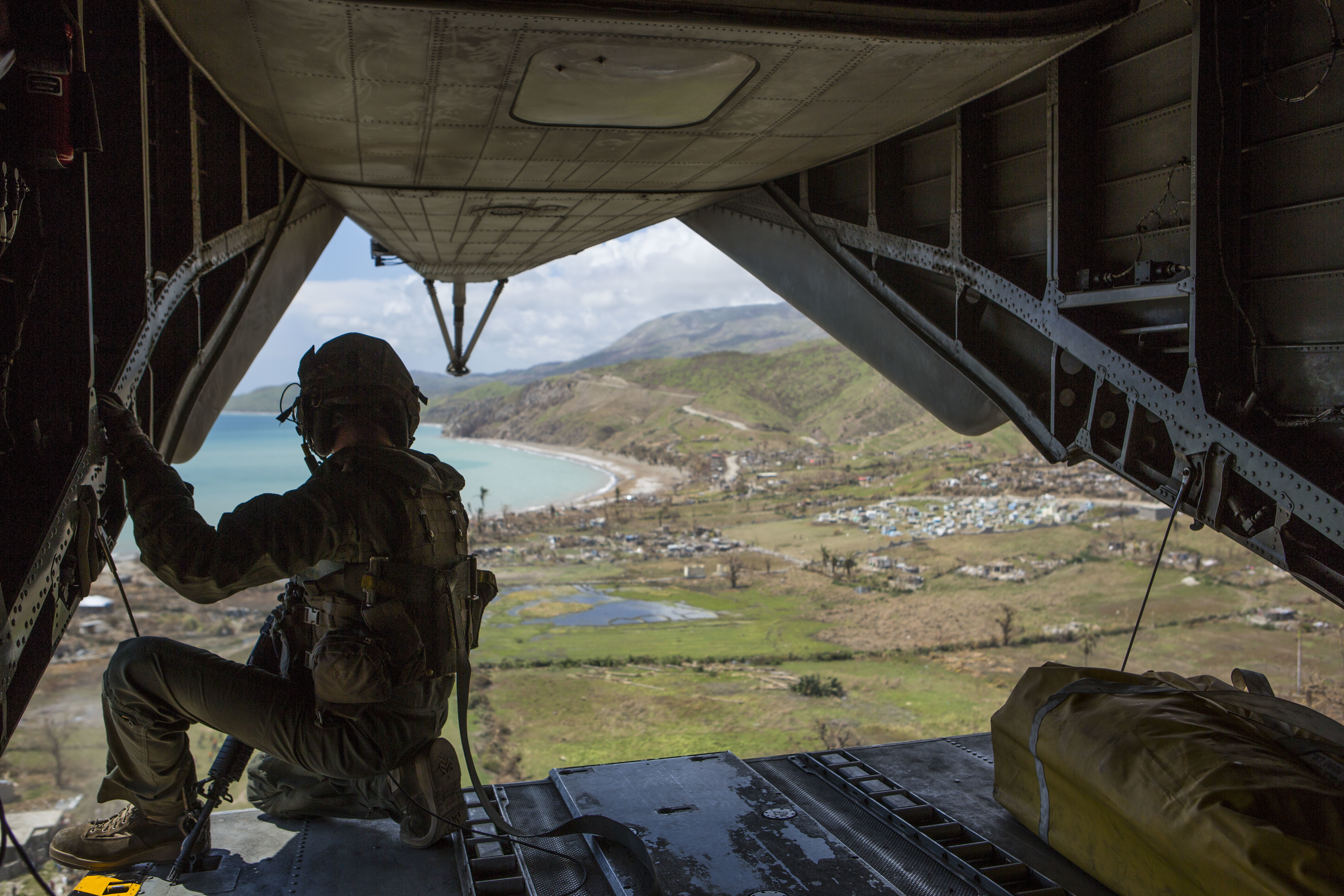
Vue des Anglais, depuis un hélicoptère de l'armée des États-Unis, après le passage de l'ouragan Matthew en octobre 2016.

La commune est constituée de la ville des Anglais, et des sections communales de :
- Vérone
- Edelin
- Cosse